# Fábio Pais
Fábio André Costa Pais (sinh ngày 28 tháng 5 năm 1996) là một cầu thủ bóng đá người Bồ Đào Nha thi đấu cho Benfica e Castelo Branco, ở vị trí hậu vệ.

## Sự nghiệp bóng đá
Ngày 25 tháng 2 năm 2015, Pais có màn ra mắt cho Sporting Covilhã trong trận đấu tại Giải bóng đá hạng nhất quốc gia Bồ Đào Nha 2014–15 trước Vitória Guimarães B.